# Amphineurus (Amphineurus) stewartiae
Amphineurus (Amphineurus) stewartiae is een tweevleugelige uit de familie steltmuggen (Limoniidae). De soort komt voor in het Australaziatisch gebied.